# Cultura Gerzeana

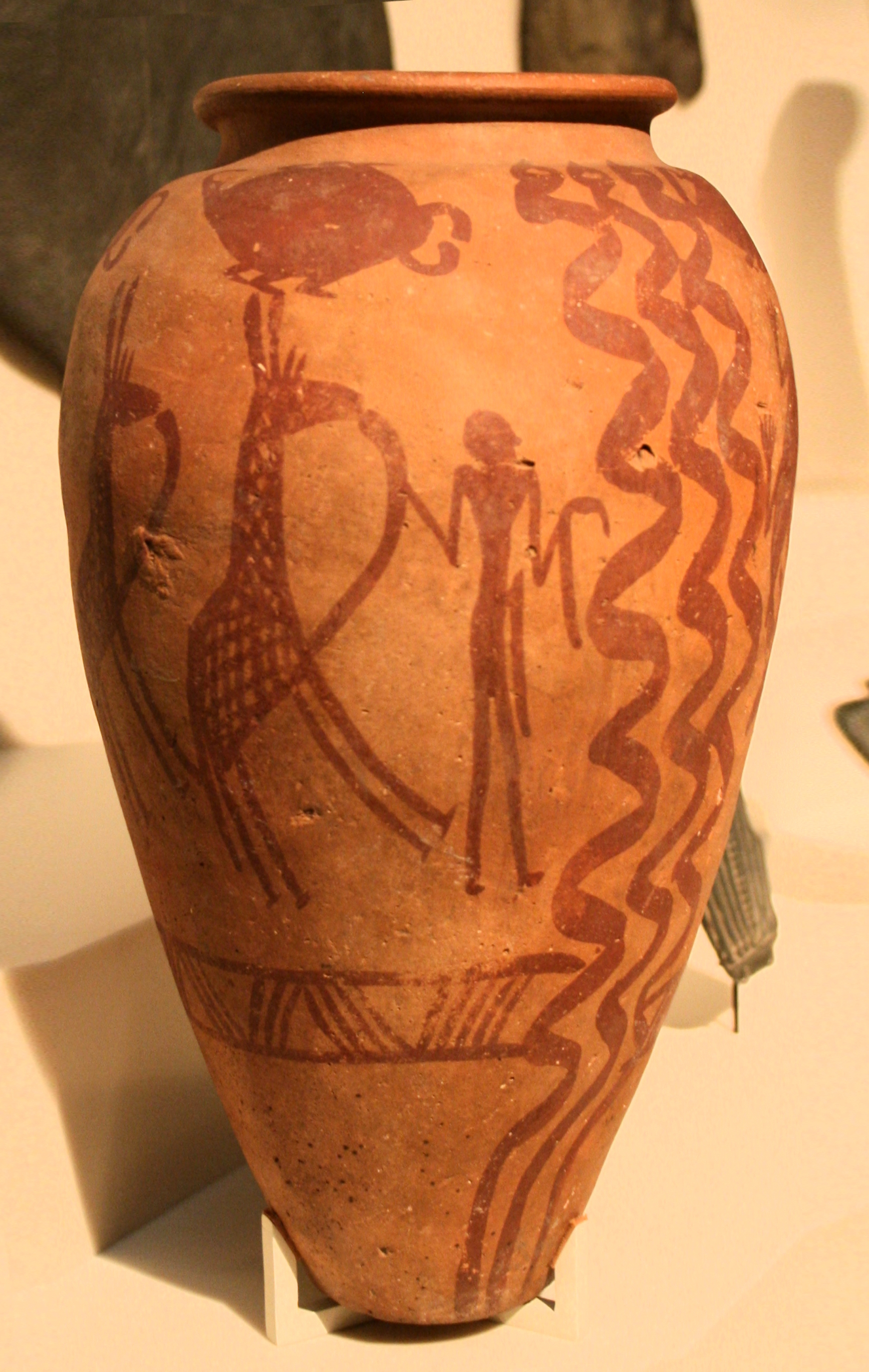
Cerâmica gerzeana

A cultura Gerzeana (Nacada II) desenvolveu-se de 3500-3 200 a.C. nas regiões antes dominadas pelos amratianos (a cultura amratiana prosperou por mais um tempo na Núbia) em um momento em que a precipitação média regrediu no Egito o que influi em como o deserto foi incorporado à cultura. Neste período o número de assentamentos é reduzido e a então dominante Nacada é superada e possivelmente conquistada pela cidade de Hieracômpolis (mais ao sul); os sítios (agora murados com paredes de tijolos) e cemitérios assistiram um aumento considerável como resultado do comércio com o exterior, desenvolvimento urbano, cultural e social, expansão territorial, crescente poder das elites regionais (monopólio comercial, guerras, ideologia e controle de recursos estratégicos) e formação de grandes reinos no Nilo (Nacada, Hieracômpolis e Abidos são os principais) que conflitaram entre si por hegemonia e melhor acesso a terras férteis.; centros urbanos como Guebeleim e Abadia são eclipsados. A deterioração das condições climáticas possivelmente provocou migrações maciças das populações do deserto que, em meio a convergência com os habitantes do Nilo, provocaram a expansão da população e a necessidade de uma maior organização social para que houvesse adequada produção de alimentos.

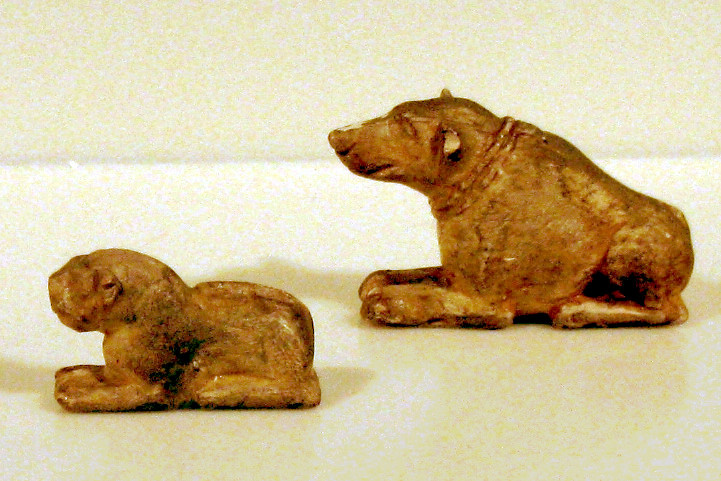
Estátuas de leões em marfim

Os túmulos nacadanos mais simples eram covas retangulares, ovais ou circulares com pouco espólio tumular; os mais elaborados eram retangulares e possuíam compartimentos construídos com tijolos para armazenamento do espólio. Caixões feitos com madeira ou cesta forrada com barro foram utilizados em inumações adultas, além disso, os corpos eram forrados com esteiras ou panos de linho; crianças eram sepultadas em vasos de cerâmica.
A economia foi baseada na agricultura (trigo, cevada, linho), pecuária (bovinos, caprinos, ovinos, suínos, burros, e cães), pesca, caça (perdeu muito de sua importância), extração mineral (cobre e ouro) e comércio (marfim, ébano, ouro, cobre, incenso, peles de gatos selvagens, óleos, pedras e conchas importados; alabastro, contas de ouro, faiança, lâminas, "cabeça bovídea" exportados). Partindo do pressuposto de que a população do Nilo era insuficiente para a irrigação artificial das lavouras, tal processo ocorria por meio de diques e bacias naturais, no entanto, há aqueles que imaginam que pequenos diques e canais foram erigidos para melhorar a distribuição da água. Durante Naqada II houve um intenso comércio de contas de lápis-lazúli entre o Egito e a Mesopotâmia que pode ser dividido em duas fases: na primeira fase o contato comercial provinha de uma rota pelo norte através da Palestina e outra pelo sul através de Hama; na segunda fase há contatos comerciais com assentamentos comerciais (Habuba Kabira e Tell Brak) no norte da Mesopotâmia. No momento da expansão gerzeana rumo ao Delta a influência do Alto Egito sobre o o norte do Sinai.

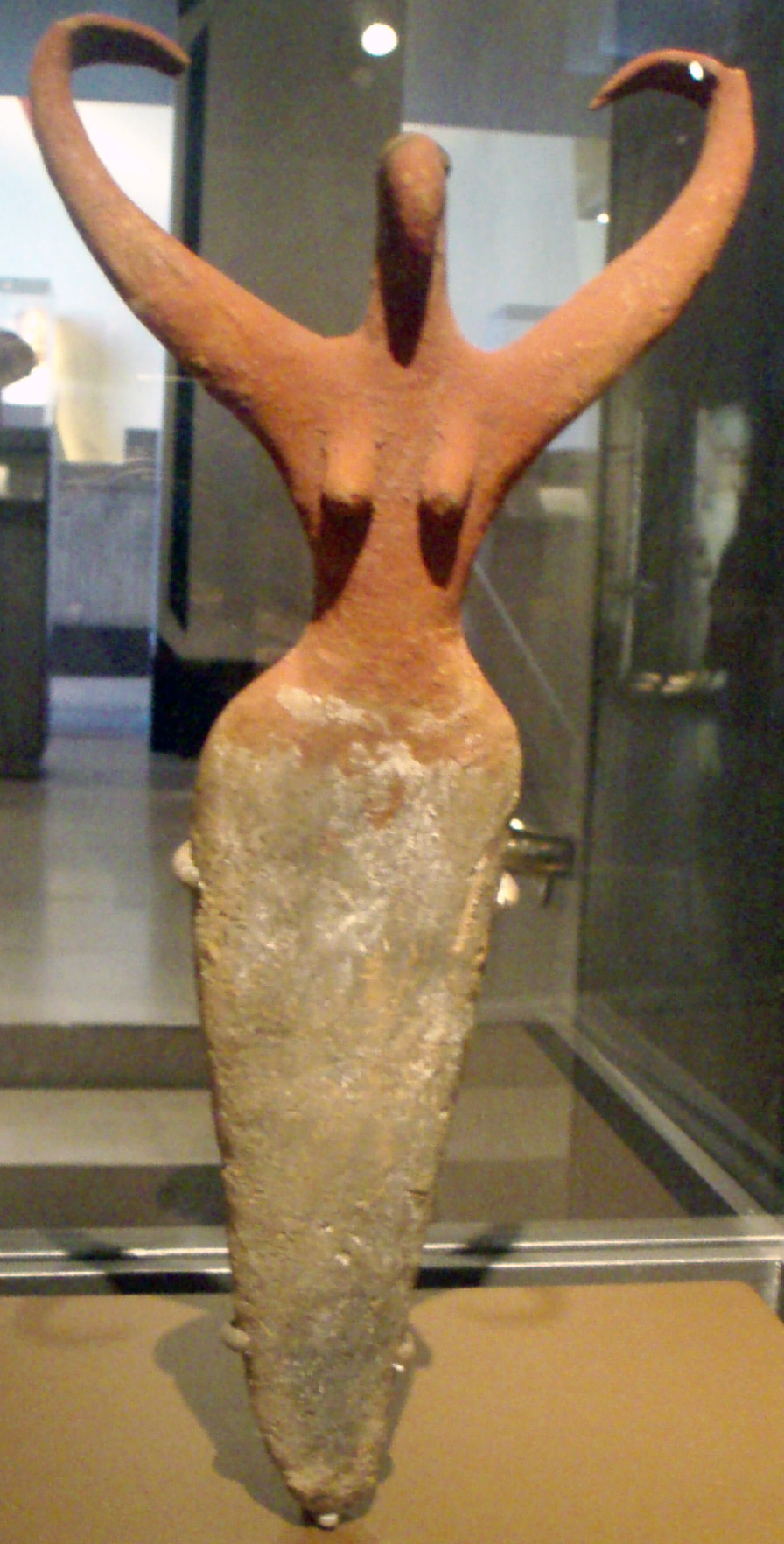
Estatuário feminino gerzeano

É evidente com base nos achados arqueológicos que no seio da sociedade gerzeana havia número ascendente de artesãos especializados que produziam produtos consumidos pela elite e também pelo comércio com o Oriente Próximo; estilos decorativos (bovinos, barcos) e artísticos (formas e tamanhos) característicos da civilização egípcia começam a ser aprimorados durante o período como evidenciado nos ornamentos da tumba 100 de Hieracômpolis (jazigo de um grande líder local); o sentimento religioso egípcio começa aflorar terminantemente (o primeiro templo egípcio é erigido em Hieracômpolis).
À cerâmica é atribuída valores de D. S. 40 a 62, além disso, é evidente sua diferença em relação aos estilos anteriores. Um nova textura, conhecida como "marl", é desenvolvida a base de carbonato de argila e cálcio; novos estilos (cerâmica D, L, R, e W) são criados: a cerâmica D é marrom-escuro sobre fundo creme com motivos decorativos abstratos (geométricos, barcos), animais e humanos pintados; a cerâmica R é marrom-avermelhada, temperada com palha, polida e decorada com motivos incisos; a cerâmica L é cinza-esverdeada ou rosa, temperada com areia e polida; a cerâmica W é produzida a partir de modelos maadianos tendo evoluído de formas globulares co alças distintas para formas cilíndricas com alças pequenas ou pintadas.

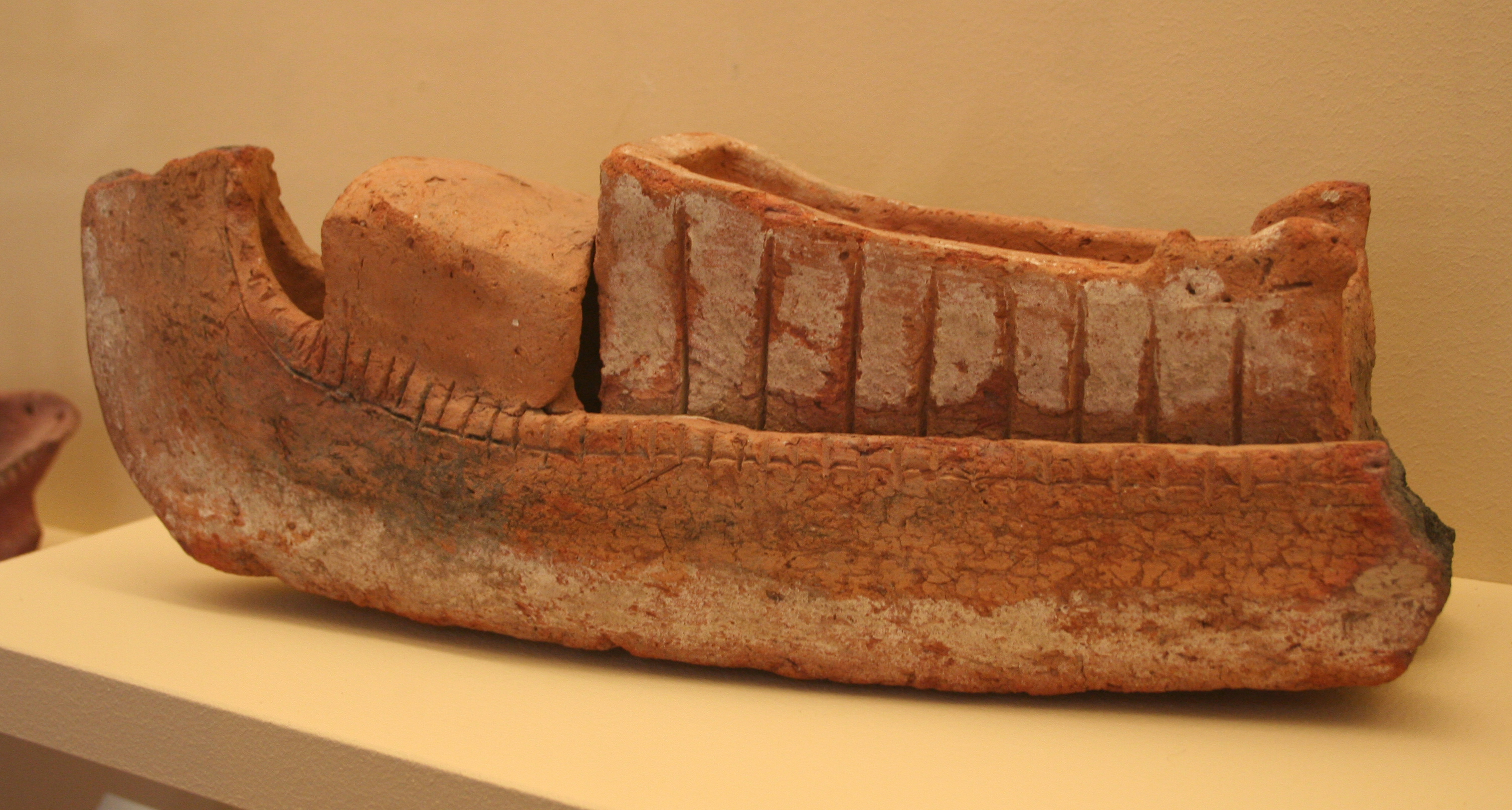
Modelo de barco em argila

Durante o período a gama de matérias primas utilizadas expande-se vertiginosamente: pedras coloridas, granito, sílex, calcário, alabastro, mármore, serpentina, basalto, brecha, gnaisse, diorito, calcita e gabro; a indústria lítica é composta por buris, lascas retocadas, raspadores finais, perfuradores, ferramentas apoiadas, cabeças de machados, bifaciais e entalhes. Paletas cosméticas (com relevo), vasos não-cerâmicos (pedra, marfim, cobre), joias (lápis-lazúli, conchas, faiança, madeira, marfim) armas, cabeças de clava em forma de pera, alfinetes (osso), pentes (madeira, osso, marfim) e figuras antropomórficas e zoomórficas (terracota) são visíveis entre os achados; uso de cobre (adagas, facas, enxós, machados, pontas de lança, arpões, anzóis, agulhas, anéis, pequenas ferramentas e ornamentos), ouro e prata é acrescido; esferas de ferro meteorítico são os mais antigos exemplos do uso de ferro no mundo.